# 第50師団 (日本軍)
第50師団（だいごじゅうしだん）は、大日本帝国陸軍の師団の一つ。

## 沿革
1944年（昭和19年）5月、留守第48師団を基幹に編成され台湾軍に属した。所属の山砲兵第50連隊は、留守山砲兵第48連隊補充隊を基幹に、南方へ移動中に輸送船の戦没などで台湾に留まっていた兵員により編成されている。
第50師団は、高雄南方においてアメリカ軍の上陸に備えていたが、戦闘を交えることなく終戦を迎えた。

## 師団概要

### 師団長
- 石本貞直 中将：1944年（昭和19年）5月10日 - 終戦[1]

### 参謀長
- 田中武次 大佐：1944年（昭和19年）5月10日[2] - 1944年12月30日[3]
- 大石広海 中佐：1944年（昭和19年）12月30日 - 終戦[4]

### 最終司令部構成
- 参謀長：大石広海大佐
  - 参謀：藤尾森生中佐
  - 参謀：山田常少佐
- 高級副官：浦井博少佐
- 経理部長：亀田忠次主計中佐
- 軍医部長：野田栄橘軍医中佐

### 最終所属部隊
- 歩兵第301連隊（台北）：奥中義男大佐
- 歩兵第302連隊（台南）：永野千秋大佐
- 歩兵第303連隊（鳳山）：
- 捜索第50連隊（台中）：
- 山砲兵第50連隊（台北）：田中次郎大佐
- 工兵第50連隊（東港）：宮本正三少佐
- 輜重兵第50連隊（鳳山）：
- 第50師団通信隊：
- 第50師団兵器勤務隊：
- 第50師団衛生隊：
- 第50師団第1野戦病院：
- 第50師団第4戦病院：